# Tlalnepantla (Morelos)
Tlalnepantla es una localidad del estado mexicano de Morelos. Es la cabecera del municipio de Tlalnepantla.

## Toponimia
El nombre «Tlalnepantla» proviene de los términos en náhuatl: tlalli, tierra; nepantla, en medio. Su significado es «En medio de la tierra».

## Demografía
| Gráfica de evolución demográfica |
|                                  |

| Censo | Población |
| ----- | --------- |
| 1900  | 1819      |
| 1910  | 1848      |
| 1921  | 797       |
| 1930  | 972       |
| 1940  | 1024      |
| 1950  | 1317      |
| 1960  | 1360      |
| 1970  | 1823      |
| 1980  | 2331      |
| 1990  | 2827      |
| 2000  | 3464      |
| 2010  | 3872      |
| 2020  | 4383      |